# Richard Marquand
Richard Marquand (Cardiff, Gal·les, 22 de setembre de 1937 - Tunbridge Wells, Kent, Anglaterra, 4 de setembre de 1987) va ser un director de cinema i televisió britànic d'origen gal·lès.
Va ser educat a l'escola Emanuel School (situada als voltants de Londres), a la Universitat de Marsella (a França) i al King's College, Cambridge.
El 1970 va començar la seva carrera dins del món de l'espectacle escrivint i dirigint per televisió i cinema. Alguns dels seus treballs més destacats inclouen L'ull de l'agulla (1981) i Jagged Edge (1985).
El seu treball realitzat el 1981 al capdavant de la direcció de l'ull de l'agulla impressionar a George Lucas, de manera que aquest va triar a Marquand per dirigir el seu, fins aquell moment, tercera pel·lícula de la saga de Star Wars titulada El retorn del Jedi.
Marquand ha estat l'únic director no nord-americà a dirigir una de les sis pel·lícules de la saga Star Wars. Va morir d'un atac al cor a Los Angeles (Califòrnia, Estats Units), a la primerenca edat de 49 anys.

## Filmografia
- Hearts of Fire (1987)
- Jagged Edge (1985)
- Until September (1984)
- Star Wars episodi VI: El retorn del jedi (1983)
- L'ull de l'agulla (1981)
- Birth of the Beatles (1979)
- El llegat (1978)
- Big Henry and the Polka Dot Kid (1976, telefilm)
- Luke Was There (1976, telefilm)
- The Search for the Nile (1971, minisèrie de televisió)
- Edward II (1970, telefilm)